# 線性程式碼順序及跳轉
線性程式碼順序及跳轉（Linear code sequence and jump）簡稱LCSAJ，是軟體測試相關的術語。其廣義的定義是一種程式分析方式，可以識別出要測試程式碼中的結構單元。其主要用途是用在動態軟體分析中，來確認「測試到什麼程度才算是足夠？」。動態軟體分析用來衡量軟體測試資料的品質以及有效性，而其量化數據是由要測試程式碼中的結構單元數量來確認。動態分析若是用來量化測試資料中的結構單元數量，此分析也會稱為是結結構覆蓋率分析。
線性程式碼順序及跳轉也有狹義的定義，是程式碼中明確定義的一段連續程式碼，此定義下的LCSAJ也稱為跳躍—跳躍路徑（JJ-path）。

## 歷史
LCSAJ分析法是由Michael Hennell教授提出，目的是為了評估原子核物理学用到的數學函式庫的品質。Hennell教授後來成立了LDRA公司，將為計劃開發的測試平台商品化販售，也就是後來的LDRA Testbed。
LCSAJ是從1976年開始的，現在也稱為是跳躍—跳躍路徑（JJ-path）。

## LCSAJ程式區塊的定義及特點
LCSAJ是程式路徑中的一部份，包括一段線性（連續）程式碼，後面有條件流程跳躍指令，並且包括以下三部份的程式碼
：
- 線性程式碼的啟始
- 線性程式碼的結束
- 線性程式碼結束後，依控制流程會跳躍到的目的程式。

LCSAJ和（最大的）基礎區塊不同，LCSAJ可以彼此重疊，因為可能在LCSAJ程式碼中間會出現跳躍到其他程式的跳躍指令，而基礎區塊程式碼中間不允許有跳躍指令。而且，條件式跳躍就會產生互相重疊的LCSAJ，條件成立時會執行程式碼A，條件不成立時會執行程式碼B，這就產生二段重疊的LCSAJ。因此，每一個基礎區塊都是LCSAJ，但LCSAJ可能會包括一個到多個基礎區塊。根據1986年的一篇文章指出，LCSAJ的大小多半是基礎區塊的四倍。
以下是用到基礎區塊的正式LCSAJ定義：
一個到多個連續編號p, (p+1), ..., q基礎區塊程式單元的序列，之後有一個控制流程的跳躍，可能是跳出此程式碼單元，或是到編號為r的基礎區塊，r≠(q+1)。有關編號p，可能p=1，或者有其他的基礎區塊會跳到編號為p的基礎區塊（在LCSAJ的跳躍指令中，會說明要跳躍到的基礎區塊）
根據Jorgensen 2013年版的教科書，在英國以外，且不是ISTQB以外的文獻中，會將此敘述稱為是决策到决策路径（DD-path）。

## 有效測試的比率
覆蓋率分析度量可以確認測試進行的程度如何。最基本的度量是有執行到敘述，相對於所有敘述的比例，有效測試比率1（TER1）：
{\displaystyle TER_{\text{1}}={\frac {\text{number of statements executed by the test data}}{\text{total number of executable statements}}}}
也有較高階的覆蓋率分析度量，例如考慮執行到控制流跳躍的比例，或是執行到LCSAJ的比例：
{\displaystyle TER_{\text{2}}={\frac {\text{number of control-flow branches executed by the test data}}{\text{total number of control-flow branches}}}}
{\displaystyle TER_{\text{3}}={\frac {\text{number of LCSAJs executed by the test data}}{\text{total number of LCSAJs}}}}
上述的度量有階層的關係，若TER3 = 100%，表示TER2 = 100%，且TER1 = 100%。
TER1和TER2的度量約在1970年代初期出現，TER3則是在1970年代末期。在DO-178標準剛開始時，有要求TER1 = 100%，後來在1992年加上MC/DC（修改條件判斷覆蓋）的額外要求。許多專案會強制要求更高階的 TER3 = 100%，例如航太、通訊以及銀行。在使用TER3時，有一個實務上的問題，是許多LCSAJ有包括互相矛盾的條件，因此無法執行到。

## 例子
考慮以下的C語言程式：
```
#include
    
<stdlib.h>

#include
    
<string.h>

#include
    
<math.h>

#define MAXCOLUMNS  26

#define MAXROW      20

#define MAXCOUNT    90

#define ITERATIONS  750

int
 
main
 
(
void
)

{

    
int
 
count
 
=
 
0
,
 
totals
[
MAXCOLUMNS
],
 
val
 
=
 
0
;

    
memset
 
(
totals
,
 
0
,
 
MAXCOLUMNS
 
*
 
sizeof
(
int
));

    
count
 
=
 
0
;

    
while
 
(
 
count
 
<
 
ITERATIONS
 
)

    
{

        
val
 
=
 
abs
(
rand
())
 
%
 
MAXCOLUMNS
;

        
totals
[
val
]
 
+=
 
1
;

        
if
 
(
 
totals
[
val
]
 
>
 
MAXCOUNT
 
)

        
{

            
totals
[
val
]
 
=
 
MAXCOUNT
;

        
}

        
count
++
;

    
}

    

    
return
 
(
0
);

}

```

這段程式中對應的LCSAJ程式啟始、結束及跳轉目標列表如下：
| LCSAJ編號 | 啟始行 | 結束行 | 跳轉目標行 |
| --------- | ------ | ------ | ---------- |
| 1         | 10     | 17     | 28         |
| 2         | 10     | 21     | 25         |
| 3         | 10     | 26     | 17         |
| 4         | 17     | 17     | 28         |
| 5         | 17     | 21     | 25         |
| 6         | 17     | 26     | 17         |
| 7         | 25     | 26     | 17         |
| 8         | 28     | 28     | −1         |

從這段程式可以看出LCSAJ識別到的程式碼可能會包括決策點，表示有經過決策判斷，判斷後的結果是繼續執行後面的程式。例如例子中的LCSAJ 2就包括了while指令，而當時的情形是(count < ITERATIONS)條件成立。
每一行程式都會劃分在一個或是多個LCSAJ範圍內，因此有每一行的LCSAJ密度，例如第17行出現在6個LCSAJ範圍內，因此其LCSAJ密度為6。在評估程式的可維護性時很有幫助，每一行的LCSAJ密度也反映了修改那一行會影響的LCSAJ數量。
若測試資料可以使所有的LCSAJ都至少執行一次，就滿足TER3 = 100%的覆蓋率等級。